# Haus im Ennstal
Haus im Ennstal est une ville autrichienne, située dans le land de Styrie, il s'agit aussi d'une station de sports d'hiver. Elle dispose d'un domaine skiable de 115 kilomètres desservi par 52 remontées mécaniques.
Il est arrivé que la ville accueille des compétitions internationales dont la coupe du monde de ski alpin depuis 1995.
La station fait partie de l'Espace Salzburg Amadé Sport World.